# Distrikt Acomayo
Der Distrikt Acomayo liegt in der Provinz Acomayo der Region Cusco in Südzentral-Peru. Der Distrikt wurde am 21. Juni 1825 gegründet. Er besitzt eine Fläche von 141 km². Beim Zensus 2017 wurden 4779 Einwohner gezählt. Im Jahr 1993 lag die Einwohnerzahl bei 5356, im Jahr 2007 bei 5380. Die Distrikt- und Provinzverwaltung befindet sich in der auf einer Höhe von 3221 m gelegenen Stadt Acomayo mit 2600 Einwohnern (Stand 2017). Acomayo liegt 55 km südsüdöstlich der Regionshauptstadt Cusco.

## Geographische Lage
Der Distrikt Acomayo liegt im Andenhochland im zentralen Osten der Provinz Acomayo.
Der Distrikt Acomayo grenzt im Westen an den Distrikt Acos, im Nordwesten an den Distrikt Rondocan, im Norden an den Distrikt Huaro (Provinz Quispicanchi), im Osten an die Distrikte Quiquijana (Provinz Quispicanchi) und Sangarará sowie im Süden an den Distrikt Pomacanchi.